# Бучацька головна школа
Бучацька головна школа, або Бучацька нормальна школа, іноді Бучацька головна нормальна школа[джерело?], цісарсько-королівська Крайсгавптшулє (нім. K. K. Kreishauptschule) — колишній навчальний заклад у місті Бучач (нині Тернопільської области, Україна). Першим навчальним роком був 1784/1785,, останнім — 1892/1893.

## Відомості
Діяла, зокрема, у приміщенні комплексу місцевого монастиря. Вчителі були світські (у 1840-х роках — німці або знімечені чехи) та духовні (василіяни). Навчання усіх предметів, крім релігії, проводили німецькою мовою. Навчали катехизму, читати церковно-слов'янською мовою Біблію та Псалтир, німецької (на її вивчення акцентували головну увагу) та французької мов, початків латини.
Дітям із сіл вступити було майже неможливо через незнання ними німецької. Під час вступу складали іспит. Спочатку навчання тривало три роки, у 1835 році школа стала 4-річною. За вживання на перервах іншої мови, крім німецької, карали. Після її закінчення учні складали іспит до 5-го класу державної гімназії у Станиславові.[джерело?]
Через тиск поляків, недбальство тодішніх очільників галицьких українців, національну несвідомість оо. Василіян, які віддали школу, впливову в міській раді династію Штернів (кілька поколінь), яким дуже залежало, щоб їхні сини ставали «поляками мойзешовеґо визнання», у місті постала цісарсько-королівська (державна) гімназія з польською мовою навчання.
18 січня 1892 року з'явився лист Міністерства освіти Австро-Угорщини, у якому йшлося про рішення 1 вересня 1893 року відкрити в Бучачі цісарсько-королівську (державну) гімназію.

## Відомі люди

### Очільники
Герман Вергановський, Іван Собкевич, Августин Славинський, Мар'ян Тарнавський, Аполон Забатий, Софрон Полянський, Антон Лотоцький, Ігнатій Сінгалевич, Модест Мацієвський, Наркис Проскурницький, Йосафат Студинський, Теофан Білецький, Мар'ян Лотоцький, Доротей Федоринчук, Методій Грицак, Василь Лотоцький; усі — священники-василіяни.

### Учні, випускники
Іван Вагилевич, Ігнатій Галька (Галько), Григорій Шашкевич, Август Бельовський